# Луций Касий Лонгин (консул 107 пр.н.е.)
Вижте пояснителната страница за други личности с името Луций Касий Лонгин.
Луций Касий Лонгин Равила (на латински: Lucius Cassius Longinus, Ravila) e политик на Римската република през 2 век пр.н.е.

## Биогрфия
Произлиза от плебейската фамилия Касии. През 111 пр.н.е. става претор и е изпратен в Нумидия да доведе цар Югурта в Рим. През 107 пр.н.е. е избран за консул заедно с Гай Марий. Бие се в Цизалпийска Галия против кимврите.
Луций Касий Лонгин е убит в битката при Бурдигала (днес Бордо) с тигурините, от племето на келтските хелвети.